# Jupiterfontein
De Jupiterfontein (Tsjechisch: Jupiterova kašna en Duits: Jupiterbrunnen) is een barokke fontein op het Dolní náměstí (Benedenplein) in de Moravische stad Olomouc. De fontein was in 1707 voltooid, maar het oorspronkelijke beeld van Václav Render en het bassin zijn in 1735 naar Skrbeň verplaatst. De fontein in haar huidige vorm komt van de hand van de Tyroolse beeldhouwer Filip Sattler. Het is samen met de andere barokke fonteinen (Neptunusfontein, Herculesfontein, Tritonenfontein, Mercuriusfontein en Caesarfontein) en de twee pestzuilen (Zuil van de Heilige Drie-eenheid en Mariazuil) sinds 1995 een nationaal cultureel monument.